# Baumann älter

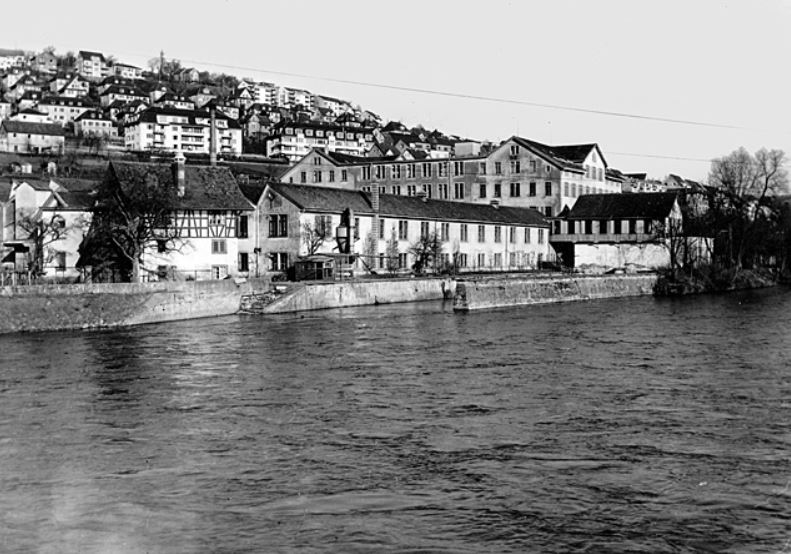
Baumann älter, Fabrik von 1874

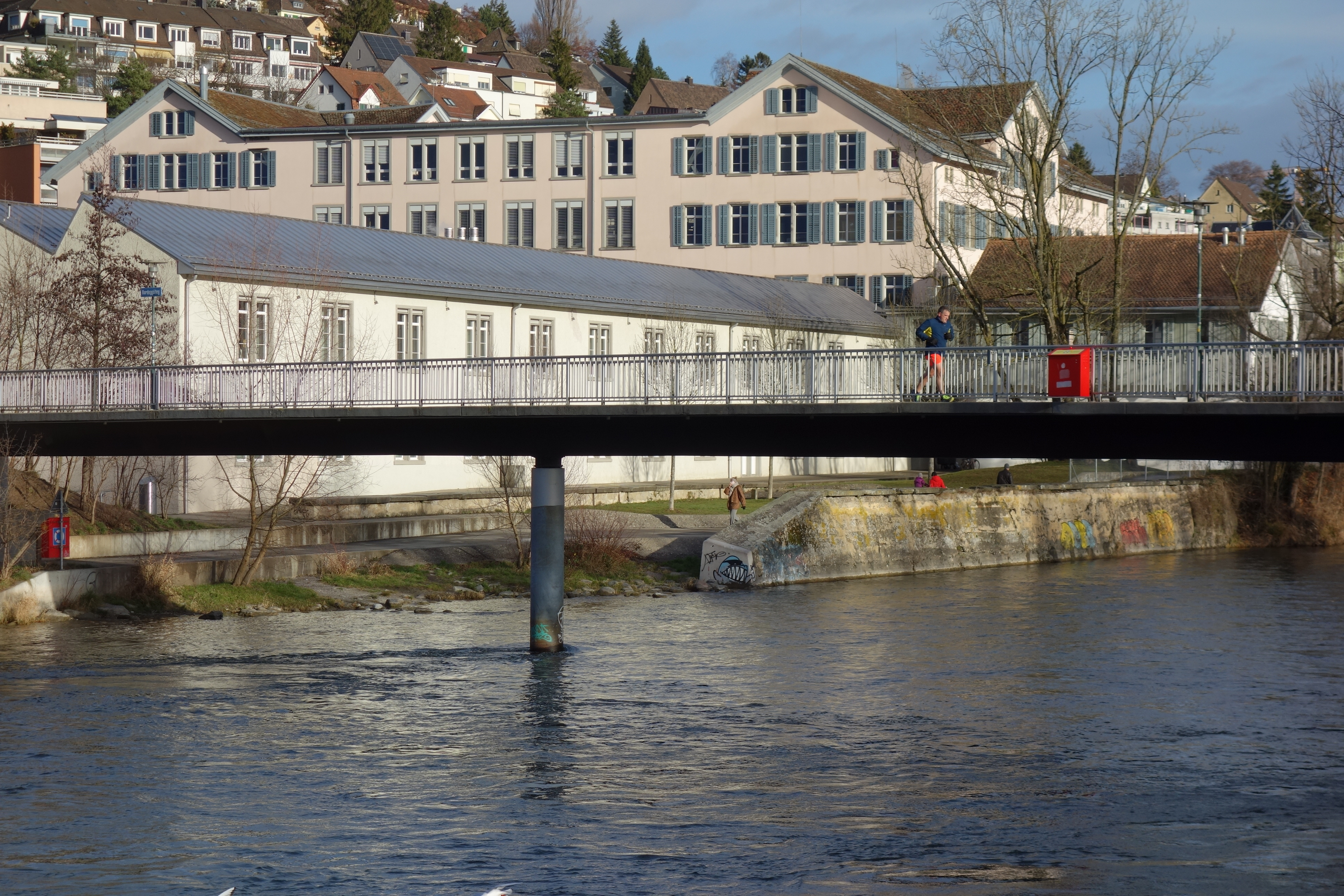
Ehemaliges Fabrikgebäude mit zugeschüttetem Kanal an der Limmat in Zürich-Höngg, 2017

Baumann älter & Co. wurde 1828 in Horgen im Kanton Zürich in der Schweiz gegründet. Das Unternehmen stellte Seidenstoffe her und gehörte Ende des 19. Jahrhunderts zu den grössten Textilfabriken der Schweiz. Die Produktion wurde 1934 aufgegeben und das Unternehmen 1942 liquidiert.

## Geschichte

### «Höhn & Baumann»
Johann Jakob Baumann (1803–1865), Sohn des Drechslermeisters Hans Jakob Baumann und der Anna Barbara Höhn, gründete 1828 ein Seidenstofffabrikationsgeschäft unter dem Namen Höhn & Baumann und mietete das Geschäftslokal «Seegarten» in Horgen. Ein Aufenthalt in Leipzig, wo hauptsächlich das Ostgeschäft (Russland usw.) gepflegt wurde, hatte ihn zu diesem Entschluss bewogen. Sein Vater und der Onkel Hans Caspar Höhn unterstützen ihn finanziell.
Der Betrieb wurde mit 120 Handwebstühlen eröffnet, um Seidenstoffe in der gleichen Qualität wie in Lyon herzustellen. Die Seidenstoffe wurden im Verkaufsgeschäft in Zürich und im eigenen Verkaufslager in Leipzig vermarktet. Johann Jakob Baumann hatte 1831 Elise Diezinger geheiratet und übersiedelte mit seiner Familie nach Leipzig, um die Leitung des Verkaufslagers selber zu übernehmen. Neben Leipzig wurde in Frankfurt am Main, Augsburg, Hamburg und Nürnberg verkauft. 1833 wurde Beziehungen in den Vereinigten Staaten hergestellt. Das Geschäft in Horgen wurde von Onkel Hans Caspar Höhn und den Teilhabern Bruder Hans Caspar Baumann-Hüni  (1806–1862) und den Vettern Hans Jakob Höhn und Hans Caspar Streuli-Maurer (1805–1861) betrieben. Der Teilhaber A. Goedecke half dem Gründer in Leipzig.
1839 traten Hans Caspar Baumann-Hüni und Hans Caspar Streuli-Maurer aus dem Unternehmen aus und gründeten die Firma Baumann & Streuli in Horgen. Diese wurde 1878 zur «Mechanischen Seidenstoffweberei Horgen» und nach Stünzi & Söhne zur zweitgrössten Seidenweberei vor Ort. 1845 trat auch Hans Caspar Höhn als Teilhaber zurück und gründete 1946 mit seinem Schwiegersohn Hans Heinrich Stäubli das Seidengeschäft Höhn & Stäubli.
Johann Jakob Baumann-Diezinger kehrte aus Leipzig zurück und kaufte den «Seegarten». Die gute Entwicklung des Geschäftes in Zürich führte 1850 zum Entschluss, den Geschäftssitz von Horgen nach Zürich zu verlegen. Johann Jakob Baumann-Diezinger kaufte das Land beim Schanzengraben in der Nähe des Paradeplatzes und liess darauf das Wohn- und Fabrikgebäude «Tiefengrund» samt Stallungen errichten. Die Firma wurde in Baumann älter & Goedecke umbenannt. Der «Seegarten» in Horgen wurde verkauft.

### «Baumann älter & Co.»
Die Söhne von Johann Jakob Baumann-Diezinger, Conrad (1839–1905) und Rudolf traten 1861 zusammen mit dem Schwiegersohn August Schoen in die Firma ein, die in Baumann älter & Co. umbenannt wurde.
1867 wurde mit der Umstellung auf die mechanische Weberei mit zwei mechanischen Webstühlen in einem Hinterhaus an der Gerechtigkeitsgasse begonnen. Ab 1870 wurden zehn eigene mechanische Webstühle in der ehemaligen Dannerschen Mühle im Sihlhölzli betrieben und mit der Zeit auf 38 Webstühle erhöht.
Von Adolf Arther aus Rorbas wurde das auf beiden Seiten der Limmat gelegene «Hardgut» samt staatlicher Wasserkraftkonzession gekauft. Dort wurden von 1872 bis 1874 die Fabrikgebäude der Mechanischen Seidenstoffweberei Höngg mit Wasserbauten durch J.J. Naef-Brupbacher (1824–1906) erstellt. Die Fabrik lag am rechten Limmatufer, wo das Wasser der Limmat über einen Kanal in das Turbinenhaus geführt wurde, um mit deren Wasserkraft die Webstühle anzutreiben. Der Betrieb wurde mit 50 mechanischen und 56 Lyoner Handwebstühlen aufgenommen. Die Handwebstühle waren davor in den von der Firma gemieteten Räumen im Letten betrieben worden, wo 1881 die Zürcher Seidenwebschule einzog. 1877 waren die Webstühle auf 108 mechanische und 132 Lyoner Handwebstühle angewachsen.

### «Baumann älter & Co. AG»

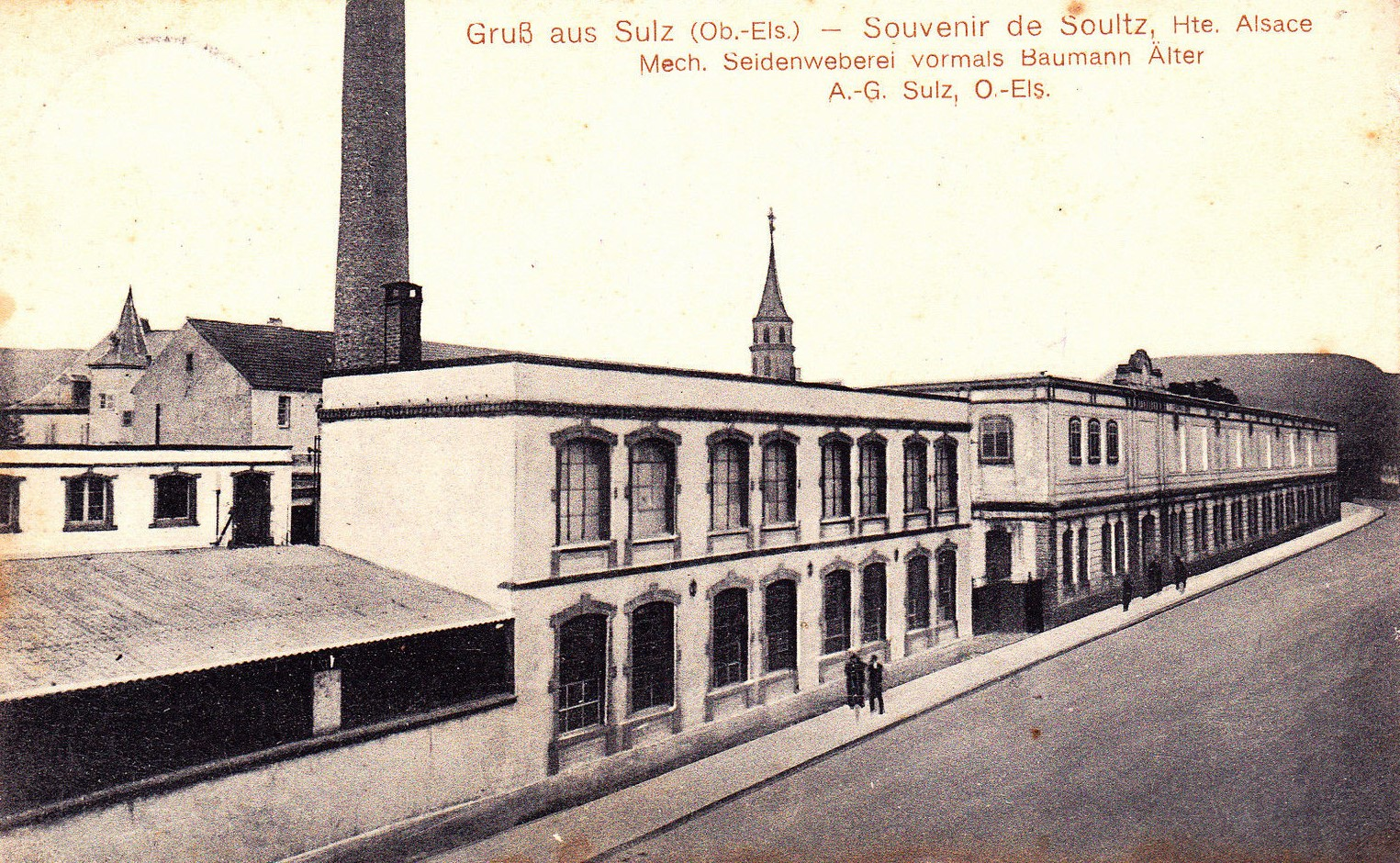
Baumann älter Sulz, 1915

1886 wurde die Mechanische Seidenstoffweberei Höngg in eine Aktiengesellschaft umgewandelt. Das Geschäft florierte und 1888 wurde ein Verkaufshaus in London gegründet und in Sulz im deutschen Oberelsass eine Seidenstoffweberei eingerichtet.
1895 wurde dem Fabrikgebäude ein Neubau hinzugefügt. Zu dieser Zeit gehörte das Unternehmen mit rund 650 Webstühlen und mehr als 1000 Mitarbeitern zu den grössten Textilfabriken der Schweiz. 1899 wurde die Firma Baumann älter & Co. in die Aktiengesellschaft vormals Baumann älter & Co. umgewandelt.
Wegen der Verschärfung der Zollvorschriften durch Frankreich wurde 1904 eine eigene Seidenstoffweberei in Saint-Pierre-de-Bœuf errichtet.
Nach dem Ersten Weltkrieg wurde das Elsass französisch. Da die Weberei in Soultz nicht mehr für den deutschen Markt arbeiten konnte, wurde 1921 in Bad Waldsee (Deutschland) die Weberei Waldsee GmbH gegründet. Die neu gebildete französische Filiale Tissage mécanique Baumann ainé & Cie. in Lyon wurde für die beiden Webereien in Saint-Pierre-de-Boeuf und Soultz zuständig.
Die Gemeinde Höngg, damals noch Vorort der Stadt Zürich, besass 1925 drei Fabrikbetriebe, wovon einen Grossbetrieb, die Mechanische Seidenstoffweberei Baumann älter, die zu dieser Zeit 728 Beschäftigte hatte.
Der Geschäftssitz «Tiefengrund» wurde 1928 verkauft, weil dort in der Nähe des Paradeplatzes die Handelskammer und der Kanton Zürich («Tiefengrund» AG) die neue (zweite) Börse der Stadt Zürich von 1928 bis 1930 bauten. 1930 konnte die Firma wieder am alten Ort in das neue Börsengebäude einziehen.
Kurz vor der Eingemeindung von Höngg im Jahr 1934 musste das wegen der Weltwirtschaftskrise angeschlagene Unternehmen die Seidenstoffproduktion einstellen. Mit dem Niedergang der Seidenweberei Baumann älter verloren 1500 Mitarbeiter ihre Stelle. Weil die Stadt im Falle einer Eingemeindung Hilfe versprach, setzte sich die Bevölkerung von Höngg mit einer Initiative für die Eingemeindung von 1934 ein.
Die Seidenweberei wurde als Beteiligungs- und Immobiliengesellschaft weiter geführt und 1942 liquidiert. Die Stadt Zürich kaufte 1942 das Fabrikgebäude und vermietete es an Gewerbebetriebe. Das heute «Fabrik Am Wasser» genannte Gebäude wurde 1990 unter Denkmalschutz gestellt. An Weihnachten 1992 zerstörte ein ungeklärter Grossbrand erhebliche Teile der Anlage. Der 1996 aus einem öffentlichen Wettbewerb hervorgegangene Gestaltungsplan für das Fabrikareal führte zu politischen Kontroversen und einem Kompromiss im Gemeinderat. Anstelle der früheren Shedhallen entstanden ein Schulhausneubau sowie eine Wohnüberbauung.
In den ehemaligen Fabrikgebäuden Höngg sind heute (2017) die Schule Am Wasser, Gewerberäume und Ateliers untergebracht. Im ehemaligen Wasserkraftwerk befindet sich ein Restaurant.